# Dario Fruscio
Dario Fruscio (Longobardi, 8 maggio 1937) è un politico italiano.

## Biografia
Professore di Economia e gestione d’impresa a Pavia; alle elezioni politiche del 2006 viene eletto senatore della XV legislatura della Repubblica Italiana nella circoscrizione Lombardia per la Lega Nord.
In un documento sulle dichiarazioni patrimoniali e reddituali rese dai titolari di cariche elettive e direttive di alcuni enti, a cura della Presidenza del Consiglio dei Ministri ai sensi dell'art. 12 della legge 5 luglio 1982 n. 441, risulta che, a seguito di incarichi presso Eni e poi all'AGEA, vanti per il 2010, redditi annui pari a 1048478 €.